# Gonomyia (Gonomyia) unispicata
Gonomyia (Gonomyia) unispicata is een tweevleugelige uit de familie steltmuggen (Limoniidae). De soort komt voor in het Afrotropisch gebied.